# Duncan Farquharson Gregory

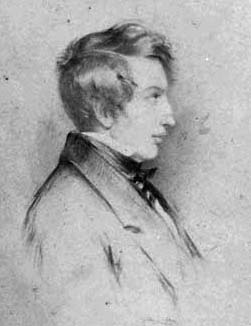
Duncan Farquharson Gregory

Duncan Farquharson Gregory (n. 13 aprilie 1813 la Aberdeen - d. 23 februarie 1844 la Edinburgh) a fost un matematician scoțian.
A fost strănepotul unui frate al renumitului medic James Gregory.
Una din primele sale lucrări de valoare a fost The Foundations of Algebra, pe care a prezentat-o, în 1838, în fața Societății Regale din Edinburgh.
A mai avut și alte preocupări, a ținut cursuri de chimie, iar în scrierile sale a tratat și problematica ceasurilor cu pendul.
1. 1 2  MacTutor History of Mathematics archive, accesat în 22 august 2017
2. 1 2  Duncan Farquharson Gregory, SNAC, accesat în 9 octombrie 2017
3. ↑  IdRef, accesat în 3 mai 2020